# Sủi cảo
Sủi cảo (tiếng Trung: 水餃; Hán-Việt: thủy giáo; nghĩa đen '(bánh) bột nước'), còn gọi là bánh tai hay bánh chẻo ("chẻo" bắt nguồn từ tiếng phổ thông Trung Quốc "餃子" jiǎozǐ, âm Hán Việt: giáo tử) là một loại bánh hấp của Trung Quốc phổ biến ở khu vực Đông Á. Đây là một trong những món ăn chính trong dịp Tết nguyên đán cũng như là món ăn quanh năm tại các tỉnh phía Bắc Trung Quốc. Được coi là một phần của ẩm thực Trung Hoa, sủi cảo còn phổ biến ở nhiều khu vực khác của Châu Á và các nước phương Tây. Sủi cảo thường bao gồm thịt lợn xay hoặc rau băm nhuyễn làm nhân và cuốn trong một miếng bột bánh mỏng,sau đó được ép chặt lại bằng cách nhấn mạnh các góc bánh vào nhau hoặc xếp thành nếp.

## Các loại bánh

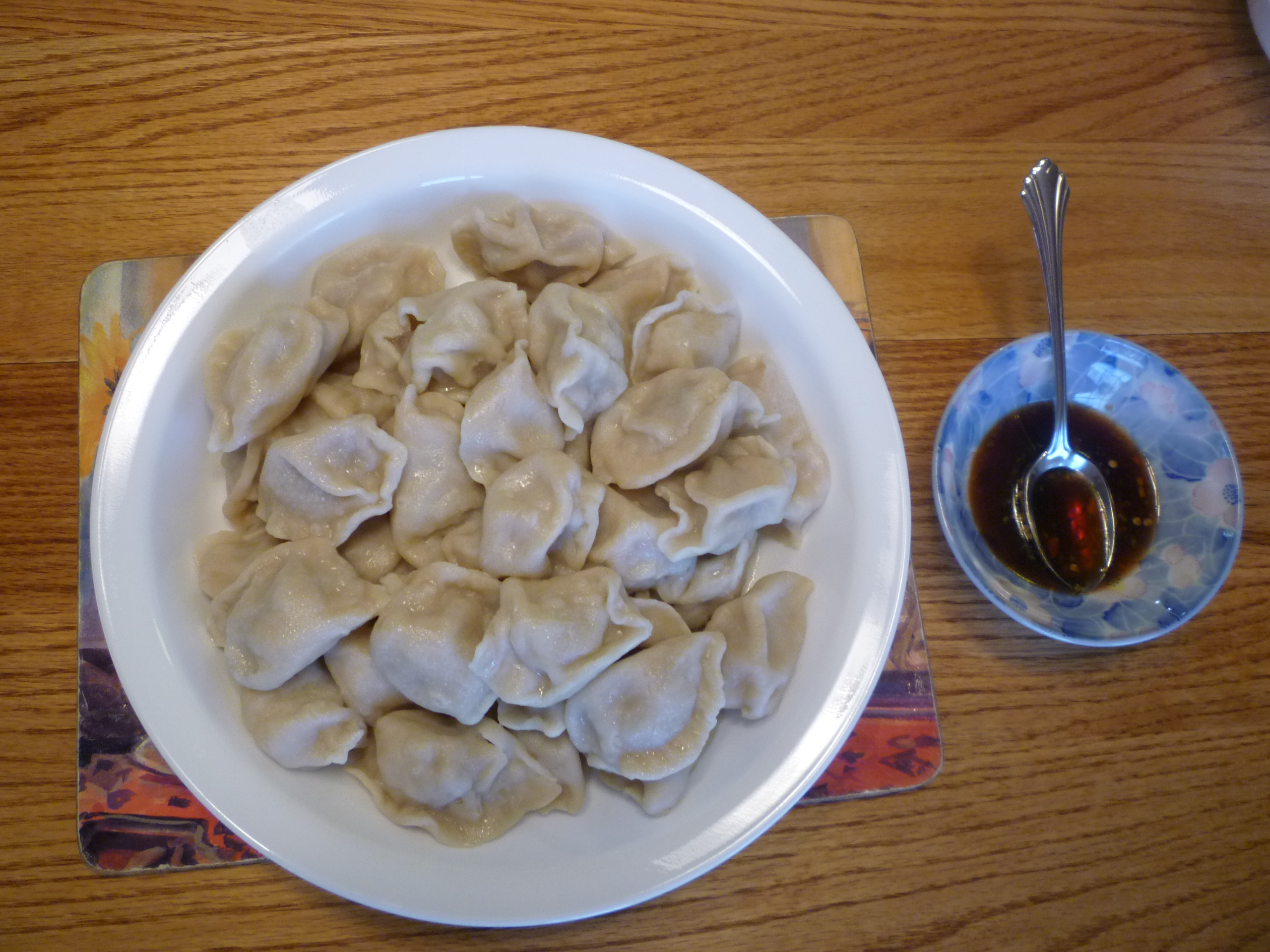
Một đĩa sủi cảo luộc và nước xốt.